# Xuange
Xuange est un astérisme de l'astronomie chinoise. Il se compose d'une seule étoile, λ Bootis, dans la constellation occidentale du Bouvier.

## Localisation et symbolique
Xuange représente, dans l'interprétation symbolique du ciel chinois, une hallebarde. Cette arme fait partie d'un groupe de trois ou quatre armes à proximité immédiate de Dajiao (α Bootis), le roi céleste. Elles sont là pour le protéger.

## Astérismes associés
La majeure partie des astérismes de cette région du ciel sont reliés à la cour céleste de Dajiao. C'est le cas de tous les autres astérismes situés dans la constellation occidentale du Bouvier : Sheti représente les six aides du roi, Genghe son bouclier, et outre Xuange, Zhaoyao et Tianqiang représentent des armes (respectivement une épée ou un épieu et un épieu).

## Référence
- (en) Sun Xiaochun et Jakob Kistemaker, The Chinese sky during the Han, New York, Éditions Brill, 1997, 247 p. (ISBN 9004107371), page 149.